# Torneo Argentino de Clubes (vóley)
El Torneo Argentino de Clubes (Liga Nacional de Voleibol Masculina), anteriormente Liga A2, es la segunda categoría del voleibol argentino. Reemplazó en 2003 al Torneo Nacional de Ascenso. Se dividió en dos grandes etapas, la etapa clasificatoria, y la Liga propiamente dicha, actualmente solo incluye la parte de torneo. En la primera, clubes de todas partes del país se enfrentaban en diversos grupos y sedes fijas para determinar los equipos que clasificarán a las instancias finales y a la propia liga. Actualmente los equipos ganan sus plazas mediante la participación en la temporada previa o la Serie B1.
A diferencia de la Liga Argentina de Voleibol, esta es gestionada por la Federación del Voleibol Argentino y no por la ACLAV.

## Participantes

### Última temporada
Equipos de la temporada 2023.
| - Libertad - Ferro - Normal 3 - Salta Voley - CEF 5 La Rioja - Regatas SF - Waiwen Vóley Club - Regatas Ctes - Tucumán de Gimnasia - I. Pellegrini - Estudiantes LP - Boca Juniors - Social Monteros - Selección Argentina U19 |

### Participantes por temporada
Equipos de la temporada 2009-2010
| - River Plate - Selección Menor - Pescadores de Gualegauchú - Dirección de Deportes de Azul - Obras Sanitarias de San Juan | - Chovet Vóley - Marcos Juárez Vóley - Gimnasia y Esgrima de Santa Fe - Asociación Metropolitano Norte de Santa Fe - Jujuy Vóley |

Equipos de la temporada 2010-2011
- Catamarca Vóley
- Chovet Vóley
- Colón de Santa Fe
- Jujuy Vóley
- Metropolitano Norte de Santa Fe
- MSM Bella Vista
- Selección menor

Equipos de la temporada 2011-2012
- UNTreF Vóley
- Ciclista Olímpico
- Obras de San Juan
- Ciudad Vóley
- Pescadores de Gualeguaychú
- Club Atlético Lanús
- UPCN Chubut Vóley
- Chovet Vóley
- Selección menor

Equipos de la temporada 2012-2013
| - Fundación Jujuy Vóley - Bancario Voley Club de Salta - Club Mendoza de Regatas - Municipalidad de Tunuyán - Polideportivo Carlos Paz - Municipalidad de Deán Funes - Obras de San Juan | - Pescadores de Gualeguaychú - La Plata Voley - Club de Amigos - Selección Argentina Menor - Club Ciudad de Buenos Aires - Escuela Madrynense de Vóley |

Equipos de la temporada 2013-2014
| - Pilar Vóley - River Plate - Club de Amigos - Selección Argentina Menor - Atlético Echagüe Club - Club Paraná Rowing - Escuela Madrynense de Vóley | - Alianza Jesús María - Polideportivo Carlos Paz (Córdoba) - Dante Alighieri (La Rioja) - Ateneo Mariano Moreno (Catamarca) - Social Monteros - Carlos Pellegrini (Tucumán) |

Equipos de la temporada 2015.
- Alianza Jesús María
- Ateneo Mariano Moreno (Catamarca)
- Defensores de Viedma
- Estudiantes de La Plata
- Libertad de San Jerónimo Norte
- Mar Chiquita Vóley
- Rivadavia de Villa María
- River Plate
- Rosario Sonder
- Vélez Sarsfield
- Unión Vecinal de Trinidad de San Juan
- Universitario de Río Grande

Equipos de la temporada 2016.
| - Estudiantes de La Plata - River Plate - Selección Argentina de Menores - Deportivo Morón - Club de Amigos - Ateneo Mariano Moreno (Catamarca) - Libertad de San Jerónimo - Monteros Vóley Club - Tehuelches de Alderetes, Tucumán - Central Norte de Salta | - Neuquén Vóley - Defensores de Viedma, Río Negro - Banco Hispano de San Juan - UVT de San Juan - Atlético Echagüe de Paraná - Biblioteca Bernardino Rivadavia de Villa María, Córdoba - Rosario Central |

Equipos de la temporada 2017.
| - Ateneo Mariano Moreno (Catamarca) - Obreros de San Isidro de Catamarca - UVT de San Juan - Banco Hispano de San Juan - Estudiantes de La Plata - La Matanza - Selección Argentina - Social Monteros - Tehuelches de Tucumán - Biblioteca Bernardino Rivadavia de Córdoba - Libertad de San Jerónimo - Echagüe de Paraná - Policial Vóley de Formosa | - Central Norte de Salta - Monteros Vóley Club - Villa Dora de Santa Fe - Club Rosario - CoDeBa de San Juan - Municipalidad de San Martín de Mendoza - Jujuy Vóley - Defensores de Viedma - Neuquén Vóley - Independiente de Trelew - Escuela Municipal de Vóley de Santa Cruz - San Lorenzo de Almagro - Vélez Sarsfield |

Equipos de la temporada 2018.
| - La Matanza - Belgrano de Don Torcuato - San Martín de Formosa - Policial de Formosa - Echagüe - Paracao - Selección Argentina de menores | - Jujuy Vóley - Central Norte de Salta - La Calera - Rivadavia - UVT de San Juan - Banco Hispano de San Juan - Tunuyán de Mendoza | - San Lorenzo de Almagro - Estudiantes de La Plata - Club Rosario - Villa Dora - Tucumán de Gimnasia - Ateneo Mariano Moreno (Catamarca) - Mar Chiquita |

Equipos de la temporada 2019.
| - Vélez Sarsfield - San Lorenzo de Almagro - Villa Dora - Club Rosario - Once Unidos de Mar del Plata - FunDaTec (Río Grande) | - Policial (Catamarca) - San Martín (Formosa) - Paracao - Echagüe - Tucumán de Gimnasia - Jujuy Vóley - Salta Vóley | - Ateneo Mariano Moreno (Catamarca) - San Lorenzo de Alem - La Matanza - Belgrano (Don Torcuato) - UVT (San Juan) - Tunuyán |

Equipos de la temporada 2020.
| - Tucumán de Gimnasia, Tucumán - Instituto Carlos Pellegrini, Tucumán - Policial, Catamarca - Salta Vóley, Salta - Regatas de Corrientes, Corrientes | - Amuvoca, El Calafate - UVT, San Juan - Vélez Sarsfield, Ciudad de Buenos Aires - San Lorenzo de Almagro, Ciudad de Buenos Aires | - Once Unidos, Mar del Plata - Paracao, Paraná - Club Villa Dora, Santa Fe - Club Rosario, Rosario |

Equipos de la temporada 2021.
| - Tucumán de Gimnasia - Amuvoca de Calafate - River Plate - La Matanza Voley - Ausonia de San Juan - Rivadavia de Villa María - Sarmiento de Chaco - Regatas Santa Fe | - Policial de Formosa - Estudiantes de La Plata - Universitario de La Plata - Monteros Vóley de Tucumán - ICA de San Luis - San Martín de Porres de Mendoza - Bomberos de Villa Ocampo - Waiwen Vóley Club | - San Lorenzo de Almagro - Pellegrini de Tucumán - Liniers - Lafinur de San Luis - Trinitarios de Villa María - Echagüe de Paraná - Libertad SJ | - Salta Vóley - Regatas Corrientes - Belgrano de Don Torcuato - Ferro Carril Oeste - Banco Hispano de San Juan - Rowing de Paraná - Selección Argentina Menor |

Equipos de la temporada 2022.
| - Regatas Corrientes - Libertad SJ - Amuvoca - Regatas de Santa Fe - Rowing - Ferro - Pellegrini - Salta Voley | - San Lorenzo - Lafinur - Sarmiento - Trinitarios - Normal 3 - Tucumán de Gimnasia - Rivadavia - Estudiantes LP |

Equipos de la temporada 2023.
| - Libertad - Ferro - Normal 3 - Salta Voley - CEF 5 La Rioja - Regatas SF - Waiwen Vóley Club | - Regatas Ctes - Tucumán de Gimnasia - I. Pellegrini - Estudiantes LP - Boca - S. Monteros - Selección Argentina U19 |

## Campeones
En negrita los que ascendieron.
| Temporada | Campeón                                | Final                              | Subcampeón                         | Formato                          | Organizador |
| --------- | -------------------------------------- | ---------------------------------- | ---------------------------------- | -------------------------------- | ----------- |
| 2003-04   | San Lorenzo                            | 3 - 1                              | Gigantes del Sur                   | Final al mejor de cinco partidos | ACLAV       |
| 2004-05   | Gigantes del Sur                       | 3 - 1                              | Boca Juniors                       | Final al mejor de cinco partidos | ACLAV       |
| 2005-06   | La Unión de Formosa                    | 3 - 1                              | Ferro                              | Final al mejor de cinco partidos | ACLAV       |
| 2006-07   | GEBA                                   | 3 - 0                              | PSM Vóley                          | Final al mejor de cinco partidos | ACLAV       |
| 2007-08   | Ciclista Olímpico                      | 3 - 1                              | PSM Vóley                          | Final al mejor de cinco partidos | ACLAV       |
| 2008-09   | PSM Vóley                              | 3 - 0                              | Villa María Vóley                  | Final al mejor de cinco partidos | ACLAV       |
| 2009-10   | Pescadores Gualeguaychú                | 3 - 1                              | Chovet Vóley                       | Final al mejor de cinco partidos | ACLAV       |
| 2010-11   | Catamarca Vóley                        | 3 - 1                              | MSM Bella Vista                    | Final al mejor de cinco partidos | ACLAV       |
| 2011-12   | UNTreF Vóley                           | 3 - 1                              | Ciclista Olímpico                  | Final al mejor de cinco partidos | ACLAV       |
| 2012-13   | Ciudad de Buenos Aires                 | 3 - 1                              | Obras Pocito                       | Final al mejor de cinco partidos | FeVA        |
| 2013-14   | Pilar Vóley                            | 3 - 1                              | Urquiza Carlos Paz                 | Final al mejor de cinco partidos | FeVA        |
| 2014-15   | Alianza de Jesús María                 | 2 - 0                              | River Plate                        | Final al mejor de tres partidos  | FeVA        |
| 2015-16   | Deportivo Morón                        | 2 - 1                              | River Plate                        | Final al mejor de tres partidos  | FeVA        |
| 2016-17   | Monteros Vóley Club                    | 2 - 1                              | Libertad (San Jerónimo Norte)      | Final al mejor de tres partidos  | FeVA        |
| 2017-18   | Jujuy Vóley                            | 2 - 0                              | San Martín (Formosa)               | Final al mejor de tres partidos  | FeVA        |
| 2018-19   | Ateneo Mariano Moreno Vóley            | 2 - 0                              | Jujuy Vóley                        | Final al mejor de tres partidos  | FeVA        |
| 2019-20   | Liga suspendida a causa de COVID19     | Liga suspendida a causa de COVID19 | Liga suspendida a causa de COVID19 | Final al mejor de tres partidos  | FeVA        |
| 2020-21   | Policial Vóley (Formosa)               | 1 - 0 (3 - 2)                      | Monteros Vóley Club                | Final única                      | FeVA        |
| 2021-22   | San Lorenzo                            | 1 - 0                              | AMUVOCA Vóley                      | Final única                      | FeVA        |
| 2022-23   | Libertad SJ                            | 1 - 0                              | Tucumán de Gimnasia                | Final única                      | FeVA        |
| 2023-24   | Waiwen Vóley Club (Comodoro Rivadavia) | 1 - 0 (3 - 2)                      | CEF 5 (La Rioja)                   | Final única                      | FeVA        |
| 2024-25   | UPCN San Juan Vóley                    | 3 - 0                              | Regatas Corrientes                 | Final al mejor de cinco partidos | FeVA        |

### Títulos
| Equipo                      | Camp | Subs | Temporadas como campeón | Temporadas como subcampeón |
| --------------------------- | ---- | ---- | ----------------------- | -------------------------- |
| San Lorenzo                 | 2    | -    | 2003-04, 2021-22        | -                          |
| PSM Vóley                   | 1    | 2    | 2008-09                 | 2006-07, 2007-08           |
| Libertad SJ                 | 1    | 1    | 2022-23                 | 2016-17                    |
| Jujuy Vóley                 | 1    | 1    | 2017-18                 | 2018-19                    |
| Monteros Vóley Club         | 1    | 1    | 2016-17                 | 2020-21                    |
| Ciclista Olímpico           | 1    | 1    | 2007-08                 | 2011-12                    |
| Gigantes del Sur            | 1    | 1    | 2004-05                 | 2003-04                    |
| UPCN San Juan Vóley         | 1    | -    | 2024-25                 | -                          |
| Waiwen Vóley Club           | 1    | -    | 2023-24                 | -                          |
| Policial Vóley              | 1    | -    | 2020-21                 | -                          |
| Ateneo Mariano Moreno Vóley | 1    | -    | 2018-19                 | -                          |
| Deportivo Moron             | 1    | -    | 2015-16                 | -                          |
| Alianza de Jesús María      | 1    | -    | 2014-15                 | -                          |
| Pilar Vóley                 | 1    | -    | 2013-14                 | -                          |
| Club Ciudad de Buenos Aires | 1    | -    | 2012-13                 | -                          |
| UNTreF Vóley                | 1    | -    | 2011-12                 | -                          |
| Catamarca Vóley             | 1    | -    | 2010-11                 | -                          |
| Pescadores Gualeguaychú     | 1    | -    | 2009-10                 | -                          |
| GEBA                        | 1    | -    | 2006-07                 | -                          |
| La Unión de Formosa         | 1    | -    | 2005-06                 | -                          |
| River Plate                 | -    | 2    | -                       | 2014-15, 2015-16           |
| Regatas Corrientes          | -    | 1    | -                       | 2024-25                    |
| CEF 5 (La Rioja)            | -    | 1    | -                       | 2023-24                    |
| Tucumán de Gimnasia         | -    | 1    | -                       | 2022-23                    |
| AMUVOCA Vóley               | -    | 1    | -                       | 2021-22                    |
| San Martín (Formosa)        | -    | 1    | -                       | 2017-18                    |